# Пажев
Пажев (пол. Parzew) — село в Польщі, у гміні Котлін Яроцинського повіту Великопольського воєводства.
Населення — 214 осіб (2011).
У 1975-1998 роках село належало до Каліського воєводства.

## Демографія
Демографічна структура станом на 31 березня 2011 року:
|          | Загалом | Допрацездатний вік | Працездатний вік | Постпрацездатний вік |
| -------- | ------- | ------------------ | ---------------- | -------------------- |
| Чоловіки | 111     | 24                 | 79               | 8                    |
| Жінки    | 103     | 16                 | 69               | 18                   |
| Разом    | 214     | 40                 | 148              | 26                   |